# Saskia Wieringa

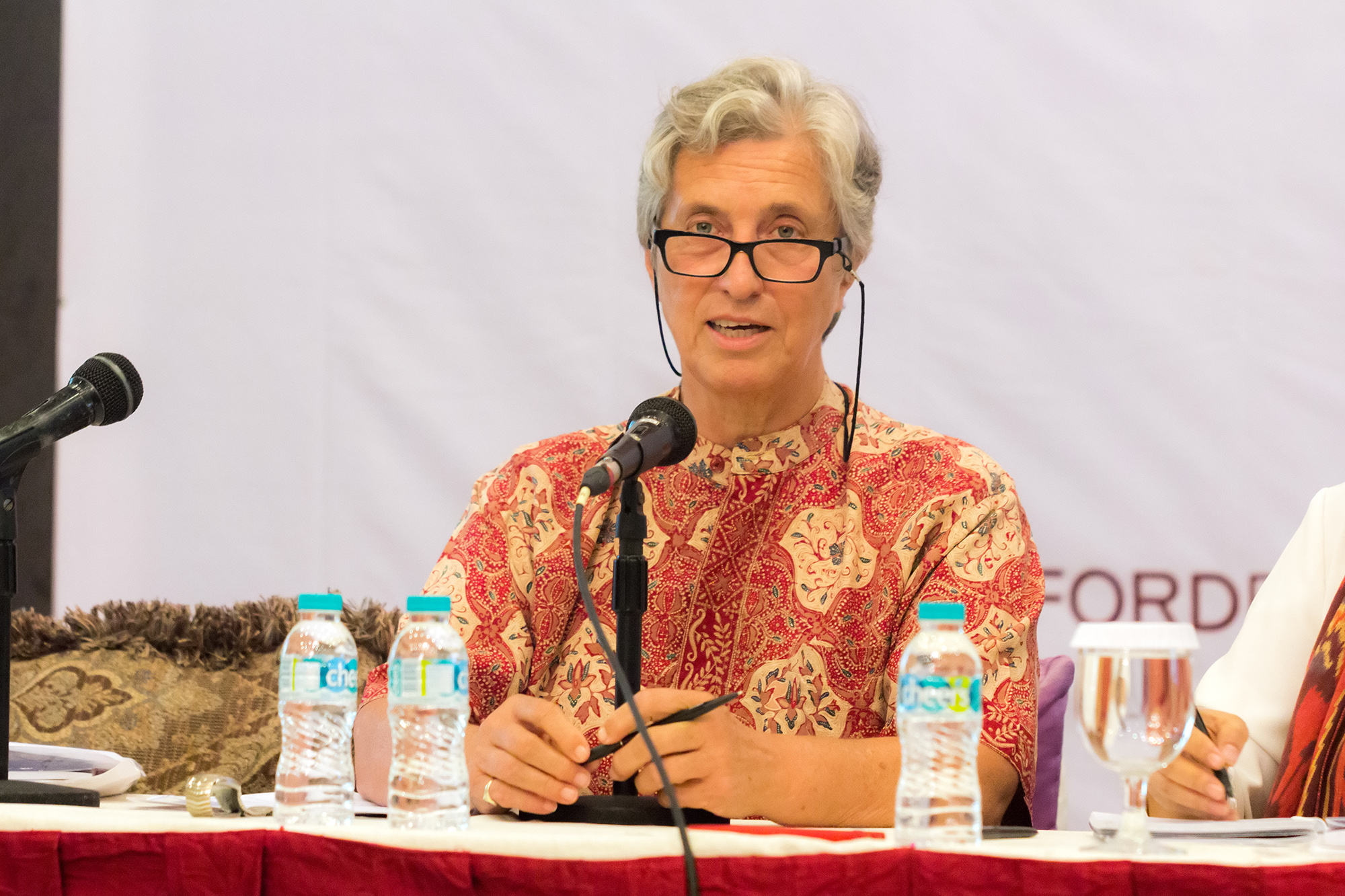
Saskia Wieringa, 2016

Saskia Eleonora Wieringa (Amsterdam, 1950) is hoogleraar Gender and Women’s Same-sex Relations Crossculturally aan de Faculteit der Maatschappij- en Gedragswetenschappen van de Universiteit van Amsterdam. De leerstoel is ingesteld door de Stichting voor Lesbische en Homostudies en gesponsord door Hivos. Van 1 april 2005 tot 19 april 2012 was zij directeur van Aletta, instituut voor vrouwengeschiedenis (het huidige Atria, kennisinstituut voor emancipatie en vrouwengeschiedenis) in Amsterdam.

## Activiteiten
Wieringa deed onderzoek naar genderrelaties, genderindicatoren, seksueel beleid en lesbische relaties, in Indonesië, in Japan en Zuid-Afrika. Ze is gespecialiseerd in het onderwijs, onderzoek en advies op het gebied van mensenrechten, seksualiteit en cultuur, cross-culturele lesbische relaties, feministische epistemologie (kennisleer) en methodologie, in het bijzonder etnografische methodes en 'oral history', gender- en ontwikkelingstheorie, beleid en planning, vooral de ontwikkeling van indicatoren en de monitoring van seksueel beleid, en vrouwenemancipatie, seksuologie en hiv/aids. 
Zij heeft aan verschillende universiteiten lesgegeven, zowel in Nederland als daarbuiten, op het gebied van vrouwen- en genderstudies en seksualiteit. Ze is betrokken geweest bij het opzetten van vrouwenstudies aan universiteiten in de verschillende landen.
Haar lopende onderzoek betreft de seksuele emancipatie van vrouwen. Dit onderzoek omvat een vergelijkend onderzoeksproject tussen India en Indonesië en een groot onderzoek naar de lesbische gemeenschap in Jakarta.

## Enkele publicaties
- Sexual Politics in Indonesia (2002, Palgrave Macmillan)
- Tommy Boys, Lesbian Men and Ancestral Wives (met Ruth Morgan, 2005, Jacana Media South African publisher)
- Engendering Human Security (met anderen, 2007, Zed Books)
- Het Krokodillengat (2007, LaVita Publishing)
- Traveling Heritages. New Perspectives on Collecting, Preserving and Sharing Women’s History (2008, Aksant)

Saskia Wieringa heeft, met Evelyn Blackwood, twee bloemlezingen samengesteld over lesbische relaties. Beide zijn bekroond met literatuurprijzen.
- Female Desires. Same-Sex Relations and Transgender Practices Across Cultures (1999, Columbia University Press)
- Women’s Sexualities and Masculinities in a Globalizing Asia (2005 Palgrave)